# شبکه‌های شوتایم
شبکه‌های شوتایم (انگلیسی: Showtime Networks) که به اختصار «SNI» هم نامیده می‌شود، یک ابرشرکت زیرمجموعه‌ای و ادغام‌شده از شرکت سی‌بی‌اس است که کارش نظارت و کنترل کیفی و تولیدیِ شبکه‌های تلویزیونیِ کابلیِ پولی‌اش و در رأس آنان، «شوتایم» است.